# (961) Gunnie
(961) Gunnie – planetoida z pasa głównego asteroid okrążająca Słońce w ciągu 4 lat i 154 dni w średniej odległości 2,69 au. Została odkryta 10 października 1921 roku w Landessternwarte Heidelberg-Königstuhl w Heidelbergu przez Karla Reinmutha. Nazwa pochodzi od imienia córki szwedzkiego astronoma Brora Ansgara Asplinda. Przed jej nadaniem planetoida nosiła oznaczenie tymczasowe (961) 1921 KM.